# Pizzo di Gino
Il Pizzo di Gino, chiamato anche Menone è una montagna delle Alpi alta 2 245 m s.l.m., la più alta delle Prealpi Luganesi. Si trova non lontano dalla sponda occidentale del lago di Como, tra la valle Albano e la val Cavargna.

## Descrizione
Sulla cima della montagna, evidenziato da un pilastrino in ferro, è collocato il punto geodetico della rete primaria IGM denominato 017904 Pizzo Menone o Di Gino.

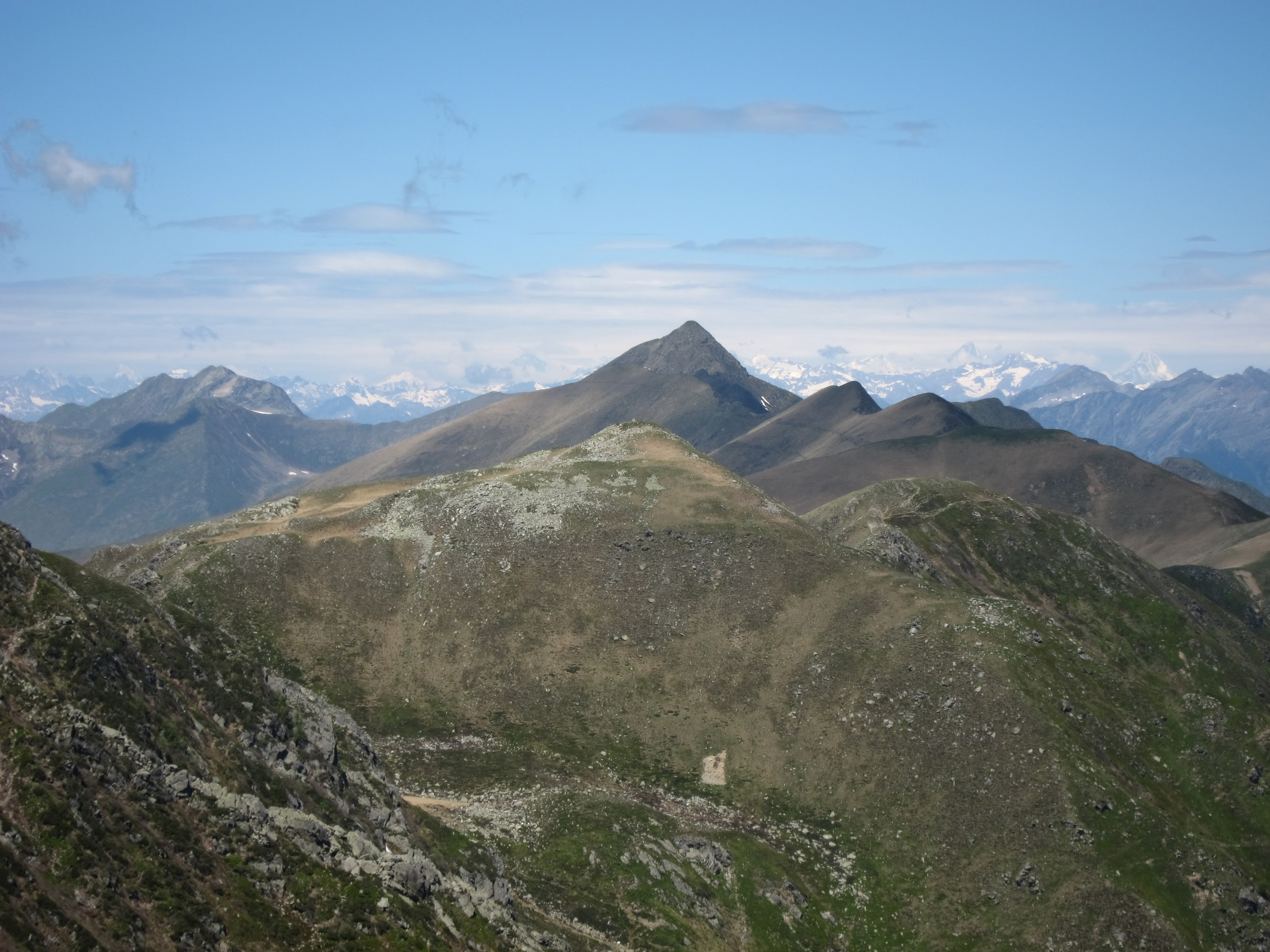
Il Pizzo di Gino visto dal Monte Bregagno

## Salita alla vetta
La via normale di salita alla vetta parte da San Nazzaro Val Cavargna e passa dal Rifugio Croce di Campo (1.739 m s.l.m.).